# كنيسة القديسة بربارة (عابود)
كنيسة القديسة بربارة هي كنيسة تاريخية تقع على بعد 1 كيلو متر من قرية عابود الواقعة شمال غرب رام الله، تتربع على رأس تلة بجانب طريق رومانية وصلت القدس برأس العين قديماً. وهي واحدى سبع كنائس موجودة في القرية ، سميت نسبة إلى القديسة بربارة التي كانت تعتبر شفيعة للمطر والفتيات الغير متزوجات في القرية، ومازال أهل القرية في كل عام يتاوفدون لإضاءة الشموع والصلاة والدعاء في الآثار المتبقية من الكنيسة وهو ما يعرف بعيد البربارة أو عيد القديسة بربارة.

## التاريخ والعمارة
تأسست الكنيسة في العصر البيزنطي، ويعود تاريخها إلى القرن السادس الميلادي. دمرت الكنيسة عام 2002 من قبل الاحتلال الإسرائيلي، وبعد ذلك تم إعادة بناؤها لاحقاً. تتكون الكنيسة من ثلاثة غرف، الغرفة الوسطى فيها كنيسة مستطيلة الشكل مدفونة بالتراب، بالإضافة إلى نوعين من الأرضيات الفسيفسائية، وهناك في أسفل الكنيسة مجموعة من الكهوف والمقابر المنحوتة في الصخر، وكشفت فيها سراديب قديمة، لكن الكنيسة الآن لم يبقَ منها إلا أساساتها، وعلى الطرف الشمالي منها توجد مجموعة كهوف، أحد هذه الكهوف يعتقد أنها المكان الذي أقامت فيه القديسة بربارة عندما كانت هاربة من والدها، وقبل أن يقوم بسجنها وتعذيبها لاعتناقها الديانة المسيحية، يوجد بداخل الكهف فسيفساء، ويحيط بالكهف العديد من المعالم الآثرية كالآبار والمعاصربالإضافة إلى المقبرة الرومانية والتي تعرف باسم المقاطع وتوجد فيها عشرات القبور والمدافن المقطوعة في الصخر، حيث يعلو مداخلها زخارف منحوتة، وبعضها يضم رسومات بأشكال هندسية تمثل الفن الروماني. يحتفل المسيحيون الشرقيون من كل عام بعيد البربارة في 17 ديسمبر، حيث تقوم العائلات بتحضير طبق البربارة وتزيينه، ويتم توزيعه على الجيران والأقارب.